# Macrogomphus thoracicus
Macrogomphus thoracicus – gatunek ważki z rodziny gadziogłówkowatych (Gomphidae).